# Atletica leggera ai Giochi della V Olimpiade - Corsa campestre a squadre

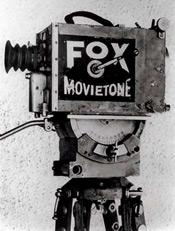
video della gara (durata: 20")

La competizione della corsa campestre a squadre di atletica leggera ai Giochi della V Olimpiade si tenne il 15 luglio 1912 allo Stadio Olimpico di Stoccolma.

## Risultati
Il risultato si otteneva sommando il piazzamento dei soli primi tre sulla base dell'ordine d'arrivo della gara individuale.
| Pos.    | Nazione     | Atleta               | Piazz. | Tempo    | Punti |
| ------- | ----------- | -------------------- | ------ | -------- | ----- |
| Oro     | Svezia      | Hjalmar Andersson    | 2      | 45'44"8  | 10    |
| Oro     | Svezia      | John Eke             | 3      | 46'37"6  | 10    |
| Oro     | Svezia      | Josef Ternström      | 5      | 47'07"1  | 10    |
| Oro     | Svezia      | Brynolf Larsson      | 9      | 47'37"4  | 10    |
| Oro     | Svezia      | Johan Sundkvist      | 10     | 47'40"0  | 10    |
| Oro     | Svezia      | Klas Lundström       | 13     | 48'45"4  | 10    |
| Oro     | Svezia      | Bror Fock            | 17     | 50'15"8  | 10    |
| Oro     | Svezia      | Gustaf Carlén        | 21     | 51'26"8  | 10    |
| Oro     | Svezia      | Edvin Hellgren       | -      | Ritirato | 10    |
| Oro     | Svezia      | John Klintberg       | -      | Rit.     | 10    |
| Oro     | Svezia      | Axel Lindahl         | -      | Rit.     | 10    |
| Oro     | Svezia      | Henrik Nordström     | -      | Rit.     | 10    |
| Argento | Finlandia   | Hannes Kolehmainen   | 1      | 45'11"6  | 11    |
| Argento | Finlandia   | Lauri Eskola         | 4      | 46'54"8  | 11    |
| Argento | Finlandia   | Albin Stenroos       | 6      | 47'23"4  | 11    |
| Argento | Finlandia   | Ville Kyrönen        | 7      | 47'32"0  | 11    |
| Argento | Finlandia   | Viljam Johansson     | 11     | 48'03"0  | 11    |
| Argento | Finlandia   | Väinö Heikkilä       | 25     | 54'08"0  | 11    |
| Argento | Finlandia   | Efraim Harju         | -      | Rit.     | 11    |
| Argento | Finlandia   | Aarne Lindholm       | -      | Rit.     | 11    |
| Bronzo  | Regno Unito | Frederick Hibbins    | 15     | 49'18"2  | 49    |
| Bronzo  | Regno Unito | Ernest Glover        | 16     | 49'53"7  | 49    |
| Bronzo  | Regno Unito | Thomas Humphreys     | 18     | 50'28"0  | 49    |
| Bronzo  | Regno Unito | William Cottrill     | -      | Rit.     | 49    |
| Bronzo  | Regno Unito | William Scott        | -      | Rit.     | 49    |
| 4       | Norvegia    | Olaf Hovdenak        | 19     | 50'40"8  | 61    |
| 4       | Norvegia    | Parelius Finnerud    | 20     | 51'16"2  | 61    |
| 4       | Norvegia    | Johannes Andersen    | 22     | 51'47"4  | 61    |
| 4       | Norvegia    | Nils Dahl            | -      | Rit.     | 61    |
| 5       | Danimarca   | Lauritz Christiansen | 14     | 49'06"4  | 63    |
| 5       | Danimarca   | Viggo Pedersen       | 23     | 53'00"8  | 63    |
| 5       | Danimarca   | Gerhard Topp         | 26     | 54'24"9  | 63    |
| 5       | Danimarca   | Steen Rasmussen      | 28     | 55'27"0  | 63    |
| 5       | Danimarca   | Holger Baden         | -      | Rit.     | 63    |
| 5       | Danimarca   | Fritz Danild         | -      | Rit.     | 63    |
| 5       | Danimarca   | Karl Julius Jensen   | -      | Rit.     | 63    |
| -       | Stati Uniti | Harry Hellawell      | 12     | 48'12"0  | Rit.  |
| -       | Stati Uniti | Louis Scott          | 24     | 53'51"4  | Rit.  |
| -       | Stati Uniti | George Bonhag        | -      | Rit.     | Rit.  |
| -       | Stati Uniti | Tell Berna           | -      | Rit.     | Rit.  |
| -       | Stati Uniti | William Kramer       | -      | Rit.     | Rit.  |